# Juvigny-sur-Loison
Juvigny-sur-Loison – miejscowość i gmina we Francji, w regionie Grand Est, w departamencie Moza.
Według danych na rok 1990 gminę zamieszkiwały 173 osoby, a gęstość zaludnienia wynosiła 11 osób/km² (wśród 2335 gmin Lotaryngii Juvigny-sur-Loison plasuje się na 872. miejscu pod względem liczby ludności, natomiast pod względem powierzchni na miejscu 309.).